# Castelo de Park

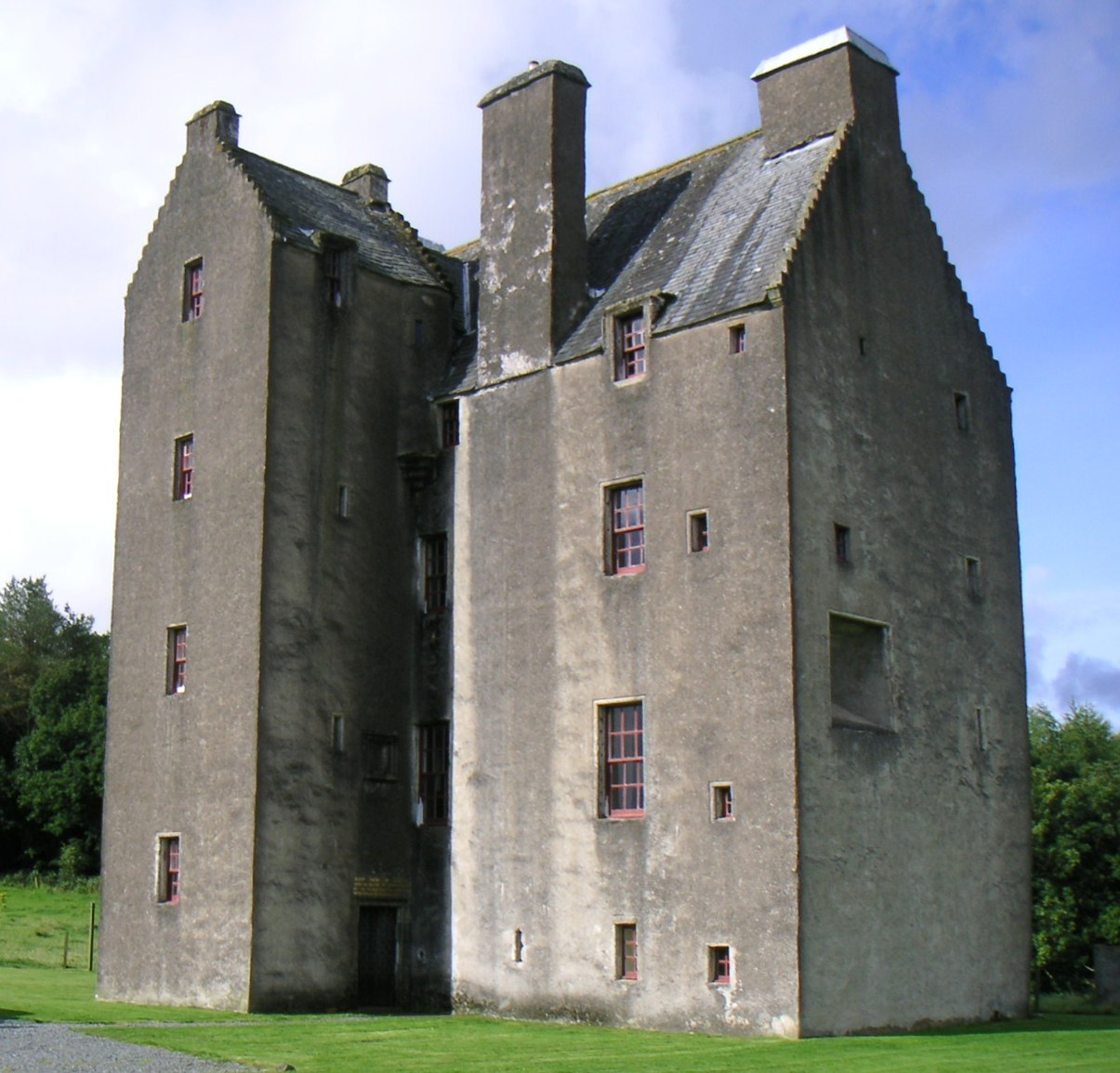
Castelo de Park, Escócia.

O Castelo de Park (em língua inglesa Castle of Park) é uma torre localizada em Dumfries and Galloway, Escócia.
Encontra-se classificada na categoria "A" do "listed building", em 20 de julho de 1972.